# Relações de incerteza mais fortes
A relação de incerteza de Heisenberg é um dos resultados fundamentais na mecânica quântica. Mais tarde, Robertson provou a relação de incerteza para dois observáveis não comutativos gerais, que foi fortalecida por Schrödinger. No entanto, a relação de incerteza convencional como a relação de Robertson-Schrödinger não pode fornecer um limite não trivial para o produto das variâncias de dois observáveis incompatíveis, porque o limite inferior nas desigualdades de incerteza pode ser nulo e, portanto, trivial mesmo para observáveis que são incompatíveis com o estado do sistema. A relação de incerteza de Heisenberg-Robertson-Schrödinger foi provada no início do formalismo quântico e está sempre presente no ensino e pesquisa sobre mecânica quântica. Após cerca de 85 anos de existência da relação de incerteza, esse problema foi recentemente resolvido por Lorenzo Maccone e Arun K. Pati.
As relações de incerteza padrão são expressas em termos do produto das variâncias dos resultados das medições dos observáveis {\displaystyle A} e {\displaystyle B}, e o produto pode ser nulo mesmo quando uma das duas variâncias é diferente de zero. No entanto, as relações de incerteza mais fortes devido a Maccone e Pati fornecem diferentes relações de incerteza, com base na soma das variâncias que são garantidas de serem não triviais sempre que os observáveis são incompatíveis com o estado do sistema quântico. (Trabalhos anteriores sobre relações de incerteza formuladas como a soma das variâncias incluem, por exemplo, He et al., e Ref. devido a Huang.).

## As relações de incerteza de Maccone–Pati
As relações de incerteza de Heisenberg–Robertson ou Schrödinger não capturam completamente a incompatibilidade de observáveis em um estado quântico dado. As relações de incerteza mais fortes fornecem limites não triviais para a soma das variâncias de dois observáveis incompatíveis. Para dois observáveis não comutativos {\displaystyle A} e {\displaystyle B}, a primeira relação de incerteza mais forte é dada por:
{\displaystyle \Delta A^{2}+\Delta B^{2}\geq \pm i\langle \Psi |[A,B]|\Psi \rangle +|\langle \Psi |(A\pm iB)|{\bar {\Psi }}\rangle |^{2},}
onde {\displaystyle \Delta A^{2}=\langle \Psi |A^{2}|\Psi \rangle -\langle \Psi |A|\Psi \rangle ^{2}}, {\displaystyle \Delta B^{2}=\langle \Psi |B^{2}|\Psi \rangle -\langle \Psi |B|\Psi \rangle ^{2}}, {\displaystyle |{\bar {\Psi }}\rangle } é um vetor que é ortogonal ao estado do sistema, ou seja, {\displaystyle \langle \Psi |{\bar {\Psi }}\rangle =0}, e deve-se escolher o sinal de {\displaystyle \pm i\langle \Psi |[A,B]|\Psi \rangle } de modo que este seja um número positivo.
A outra relação de incerteza mais forte não trivial é dada por:
{\displaystyle \Delta A^{2}+\Delta B^{2}\geq {\frac {1}{2}}|\langle {\bar {\Psi }}_{A+B}|(A+B)|\Psi \rangle |^{2},}
onde {\displaystyle |{\bar {\Psi }}_{A+B}\rangle } é um vetor unitário ortogonal a {\displaystyle |\Psi \rangle }.
A forma de {\displaystyle |{\bar {\Psi }}_{A+B}\rangle } implica que o lado direito da nova relação de incerteza é diferente de zero, a menos que {\displaystyle |\Psi \rangle } seja um autovetor de {\displaystyle (A+B)}.

## Observações
Na teoria quântica, deve-se distinguir entre a relação de incerteza e o princípio da incerteza. A primeira refere-se exclusivamente à preparação do sistema, que induz uma dispersão nos resultados das medições, e não se refere à perturbação induzida pela medição. O princípio da incerteza captura a perturbação da medição pelo aparato e a impossibilidade de medidas conjuntas de observáveis incompatíveis. As relações de incerteza de Maccone–Pati referem-se às relações de incerteza de preparação. Essas relações estabelecem fortes limitações para a inexistência de autovetores comuns para observáveis incompatíveis. As relações de incerteza de Maccone–Pati foram testadas experimentalmente para sistemas qutrit. As novas relações de incerteza não apenas capturam a incompatibilidade de observáveis, mas também de quantidades que são fisicamente mensuráveis (pois as variâncias podem ser medidas no experimento).